# Dmitrij Karpov
Dmitrij Karpov (ryska: Дмитрий Васильевич Карпов, kazakiska: Дмитрий Васильевич Карпов, Dmitrij Vasiljevitj Karpov), född den 23 juli 1981 i Qaraghandy, är en kazakisk friidrottare som tävlar i mångkamp.
Karpovs första mästerskap var junior-VM 2000 där han slutade på fjärde plats. Som senior deltog han på VM 2003 i Paris och blev bronsmedaljör. Hans främsta tävling så här långt blev Olympiska sommarspelen 2004 där han blev bronsmedaljör på nya personrekordet 8 725 poäng. 
Under VM 2005 fick han avbryta tävlingen men han kom tillbaka på VM 2007 där han återigen blev bronsmedaljör. 
Karpov har även tävlat i sjukamp inomhus och blev bronsmedaljör vid inomhus VM 2008.